# 湯本義憲

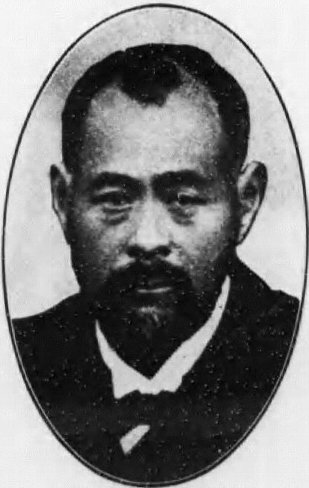
湯本義憲

湯本 義憲（ゆもと よしのり、1849年3月19日（嘉永2年2月25日）- 1918年（大正7年）11月15日）は、明治期の政治家、治水家。埼玉県会議員、衆議院議員、岐阜県知事。旧姓は田島、馬込。幼名、増太郎。

## 経歴
武蔵国埼玉郡小針村（現行田市）の豪族、田島新六の第11子として生まれる。文久2年（1862年）、幕府道中伝馬役・馬込勘解由の養子となる。文久3年（1863年）に道中伝馬役見習いとなり、幕末動乱期のため繁忙を極めた。
明治維新となり江戸の東征大総督有栖川宮付属を命ぜられ、輜重運搬を担った。明治3年（1870年）、実家に戻り、1886年、湯本家を継承した。
1873年6月、埼玉県十四区学区取締となり、以後、埼玉県会議員、三郡土木集会議長などを務めた。
1890年7月、第1回衆議院議員総選挙に埼玉県第四区から出馬して当選。その後、第4回総選挙まで連続4回の当選を果たした。治水会常任幹事、土木会委員などを歴任。
1897年4月、大水害の復旧に尽力していた樺山資雄前知事の推薦により岐阜県知事に登用され、1898年4月まで在任。在任中は県下の治山治水事業、道路・橋梁の整備事業を推進した。また、治山治水の先覚者である金原明善を岐阜県の顧問に迎え、その後十余年、金原は県内を踏査し山地改良事業の立案、植林の実地指導を行った。
知事退任後は、郷里で農業経営を行うかたわら、利根治水同盟会長、内務省治水調査委員などを務めた。

## 栄典
位階
- 1897年（明治30年）5月31日 - 正五位[5]

勲章等
- 1915年（大正4年）11月10日  - 勲四等瑞宝章[6]